# Дуато, Ана
Ана Консуэло Дуато Бойс (исп. Ana Duato; 18 июня 1968, Валенсия, Испания) — испанская актриса
 кино и телевидения.
Дебютировала в кино в 1987 году в фильме режиссёра Басилио Мартина Патино. Получила известность и признание благодаря ролям в ряде сериалов. В рамках своей благотворительной деятельности с декабря 2000 года была одним из послов доброй воли ЮНИСЕФ. Упоминается в Панамских документах. В мае 2016 года против неё было возбуждено уголовное дело по факту уклонения от уплаты налогов и отмывания денежных средств.
С 1989 года замужем за продюсером Мигелем Анхелем Бернардо, её сын — актёр Мигель Бернардо.

## Избранная фильмография
Кино
- Las razones de mis amigos (2000)
- La vuelta de El Coyote (1998)
- El color de las nubes (1997)
- Собака на сене (1996) — Марсела
- Adosados (1996)
- Amor propio (1994)
- Los amigos del muerto (1993)
- Y creó en el nombre del padre (1993)
- Una estación de paso (1992)
- Cómo levantar 1000 kilos (1991)
- Un negro con un saxo (1989)
- Madrid (1987)

Телевидение
- Brigada central (1989—1990)
- Celia (1993)
- Villarriba y Villabajo (1994—1995)
- Médico de familia (1995—1997)
- Querido maestro (1997—1998)
- Mediterráneo (1999—2000)
- Cuéntame cómo pasó (2001—2016)

## Награды
- Премия «Эмми» Международной академии телевизионных искусств и наук (International Emmy Awards) (2005).
- Fotogramas de Plata в категории Лучшая телевизионная актриса (1997, 2002, 2003).
- Премия TP de Oro испанского телевидения.
- Премия Spanish Actors Union.
- Премия Телевизионной Академии — ATV в категории Лучшая телевизионная актриса (2007, 2011).
- Премия Premios Zapping (2004, 2005) в категории Лучшая женская роль.
- Премия Ecovidrio 2013 в категории Актриса года.